# 谷中優
谷中 優（たになか すぐる）は、日本の作曲家である。

## 略歴
1947年愛媛県生まれ。中国短期大学音楽科オーボエ専攻卒。東京音楽大学作曲科卒。大学院修士課程修了。初任校着任の年を起点に「創造的な音楽教育の理論と実践」を提唱して以後活発な授業実践、執筆活動を展開し高い評価を得る。千葉県松戸市立第六中学校、同高木小学校等31年の公立学校教諭を経て、現在金沢星稜大学人間科学部教授（音楽教育）、作曲家。
2002年から2003年、新潟県の新井頸南広域行政組合「妙高四季彩博物園」に芸術系クリエーターとして他の専門家とともに公募により招聘される。音楽文化の活性化を目指し、2年間で「作曲」「手作り楽器」など7コース合計70回の音楽講座、10回のレクチャー・コンサート、3日間の夏期講座で10回の音楽講座、2回の音楽祭の企画実施に加え、新井頸南地域のサウンドスケープの調査研究により2枚の環境CD「妙高・音の風景」を制作。2004年、教職員共済生協助成（サウンドスケープの調査研究・環境CD制作）（団体申請）その他多くの賞やグラントを授与される。

## 受賞歴等
- 1977年・ガウデアムス国際作曲コンクール入選（オランダ）
- 1980年・シュラートミンク市名誉賞（オーストリア）・ガウデアムス国際作曲コンクール入選（オランダ）
- 1990年・第四回佐藤玩具文化財団（現日本玩具文化財団）論文コンテスト最優秀論文賞（創造的音楽教育論）
- 1992年・第六回日本玩具文化財団研究助成
- 1993年・第七回日本玩具文化財団研究助成・平成五年度（第一回）土屋文化振興財団賞（助成）
- 1994年・第16回ACL（アジア作曲家連盟）フェスティバル（タイペイ・台湾）
- 1995年・平成七年度（第一回）ローランド芸術文化振興財団助成・第17回ACLフェスティバル「バンコク音楽祭］（バンコク・タイ）
- 1996年・平成七年度JSCE学術振興基金ヨーロッパ派遣（助成）・IBC賞マン･オブ･ザ･イヤー’95/ 96 （イギリス）
- 1999年・第20回ACLフェスティバル（Yogyakartaインドネシア）
- 2000年・第30回国際電子音楽フェスティバル・ブールジュ（ブールジュ・フランス）

## 主要作品
- 1973年・「GRAPH I」パーカッション・アンサンブルのための（MUSIK21出版部1973）
- 1975年.「PIANO TRTO」（アカデミア・ミュージック1977）
- 1979年・サキソフオン四重奏曲「ENDLESS SUMMER」（マザーアース2008）
- 1980年・交響吹奏楽曲「COSMOS Ⅲ」（ソニックアーツ1980）
- 1986年・［WAVE」リコーダー十重奏のための（アカデミア・ミュージック1986）
- 1989年.「SPACE」ソロ・クラリネットと4チャンネル音響のための（マザーアース2008）
- 1993年・「SPACE Ⅲ」コンピュータのための
- 1994年.「SPACE IV」コンピュータのための

## CD
- 「ENDLESS SUMMER WORKS OF SUGURU TANINAKA」ALM RECORDS ALCD-3013　2003.11
- 「谷中優 電子・コンピュータ音楽作品集」(Works of Suguru TANINAKA Electronic/Computer Music)ALM RECORDS ALCD-9119  2012.3 他

## 著書
- 「豊かな感性を育む創造的な教育　楽しい音楽づくり」（1994.4 新風舎）
- 「10分でできる!手作り楽器の作り方・遊び方アイデア集」（2006.4 明治図書）
- 「10分でできる!音楽ゲーム35選～音遊びと即興表現～」（2007.8 明治図書）
- 小学校新任教師が知りたい指導のノウハウ「楽しい学級をつくる音楽イベント12か月」（2008.11 明治図書）

## 論文等
- 「創造的音楽教育について　-コンピュータによる表現活動-」2008.3
- 「現代音楽における方法論についての考察」2008.9
- 「サウンドスケープにおける理論と実践」2009.3
- 「即興表現における実践と考察」2009.9
- 「現代音楽の手法による音楽教育について　-義務教育課程における実践と考察-」2010.3
- 「幼稚園におけるICT活用の可能性について　-創造性を育むアプローチ-」2010.9
- 「吹奏楽活動における子どもの変容について」2011.9
- 「日本コンピュータ音楽教育学会17年の軌跡　-DTM活用による音楽教育の実践と推進-」2011.3
- 「エルンスト・ルードヴッヒ・ウーライが遺したもの ～作曲と音楽教育活動からの考察～」2012.3 以上金沢星稜大学人間科学研究